# Болгары в Турции
Болгары в Турции (болг. Българи в Турция, тур. Bulgarlar) — этнические болгары, проживающие на территории Турции. По вероисповеданию большинство из них, около 300 000 человек, — мусульмане-сунниты (помаки); последователей Болгарской православной церкви всего 500 человек. Говорят на болгарском языке. Расселены, главном образом, в европейской части Турции. Многие помаки, живущие в азиатской части страны, продолжают ассимилироваться турками. По данным изданий «Milliyet» и «Turkish Daily News» число помаков, вместе с отуреченной их частью, составляет 600 000 человек..

## История
До завоевания Балканского полуострова турками в XIV—XV веках Восточная Фракия была в значительной мере частью Болгарского царства и город Адрианополь (болг. Одрин, тур. Эдирне) временами находился под контролем болгар. Некоторые группы болгар были переселены в Малую Азию ещё византийцами. Во времена Османской империи в Стамбуле появился болгарский квартал. Так называемые «царьградские болгары» (болг. цариградски българи) были, в основном, ремесленниками (например, кожевники) и купцами. Во время Болгарского возрождения, Стамбул был основным центром болгарской журналистики и просвещения. Церковь Святого Стефана в Стамбуле, также известная под названием Железной Болгарской церкви, после 1870 года была резиденцией болгарского экзархата. По некоторым оценкам, численность царьградских болгар в середине XIX века составляла от 30 000 до 100 000 человек. Ныне их численность составляет 300—400 человек в составе небольшой болгарской общины Стамбула.
Часть болгарского населения современной Турции представляли анатолийские болгары православного вероисповедания, которые поселились в XVIII веке в северо-западной Анатолии и оставались здесь до 1914 года.
Трагичной была судьба болгарского населения в Восточной Фракии (вилайет Эдирне) в Османской империи. После Балканских войн (1912—1913) большинство православных болгар было убито или изгнано турками с этой территории. Другие, по Константинопольскому договору 1913 года, стали беженцами. После Балканских войн часть турок покинула Болгарию, а часть болгар, наоборот, переехала из Турции. В короткий период между Балканскими войнами и Первой мировой войной между двумя странами был подписан ряд соглашений об обмене населением.
В городе Эдирне в 2000 году усилиями правительств Турции и Болгарии были восстановлены две болгарские православные церкви — Святого Георгия (основана в 1880) и Святых Константина и Елены (1869). При церкви Святого Георгия была открыта библиотека литературы на болгарском языке и болгарская этнографическая экспозиция.